# Tuiutinga
Tuiutinga es un distrito del municipio de Guiricema, en el estado de Minas Gerais, Brasil. Se encuentra al sureste de la cabecera municipal, a unos 12 kilómetros por la carretera MG-447.

## Historia
Fue creado con el nombre de Santo Antônio das Marianas el 28 de septiembre de 1887, por la Ley Provincial n° 3.442, como distrito perteneciente al municipio de Ubá. El 7 de septiembre de 1923, por la Ley de Estado n° 843, el distrito cambió su nombre a Tuiutinga y fue transferido al municipio de Rio Branco, actualmente Visconde do Rio Branco El 17 de marzo de 1938, por la Ley del Decreto n° 148, el distrito pasó a formar parte del municipio de Guiricema, creado por el mismo decreto

## Etimología
"Tuiutinga" viene del Antiguo Tupi tuîutinga, que significa " pantano claro", a través de la composición de tuîuka (pantano) y tinga (claro).